# Tropheus
Tropheus – rodzaj słodkowodnych ryb okoniokształtnych z rodziny pielęgnicowatych (Cichlidae). Typ nomenklatoryczny plemienia Tropheini.

## Występowanie
Gatunki endemiczne jeziora Tanganika w Afryce Wschodniej. Występują w strefie litoralu.

## Klasyfikacja
Gatunki zaliczane do tego rodzaju:
- Tropheus annectens
- Tropheus brichardi – pielęgnica brabancka Bricharda[3]
- Tropheus duboisi – pielęgnica brabancka Duboisa[4]
- Tropheus kasabae
- Tropheus moorii – pielęgnica brabancka Moora[4]
- Tropheus polli

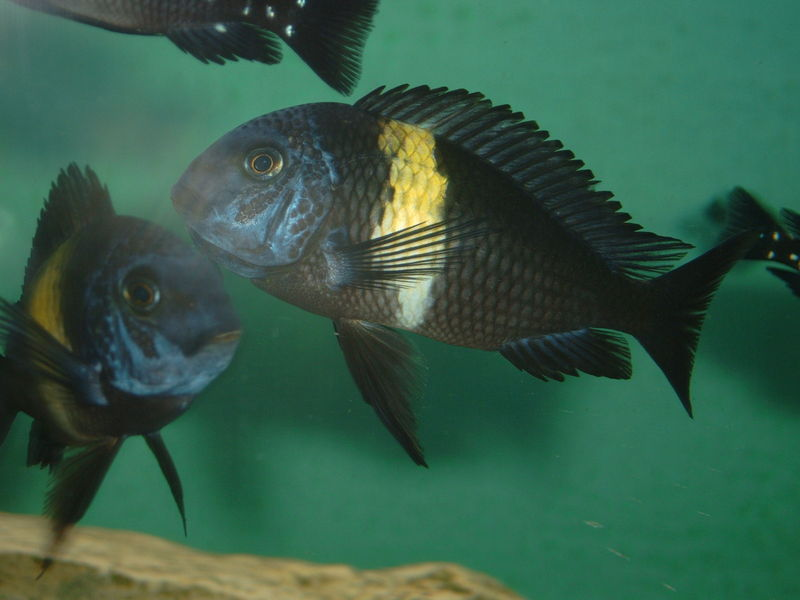
Tropheus duboisi
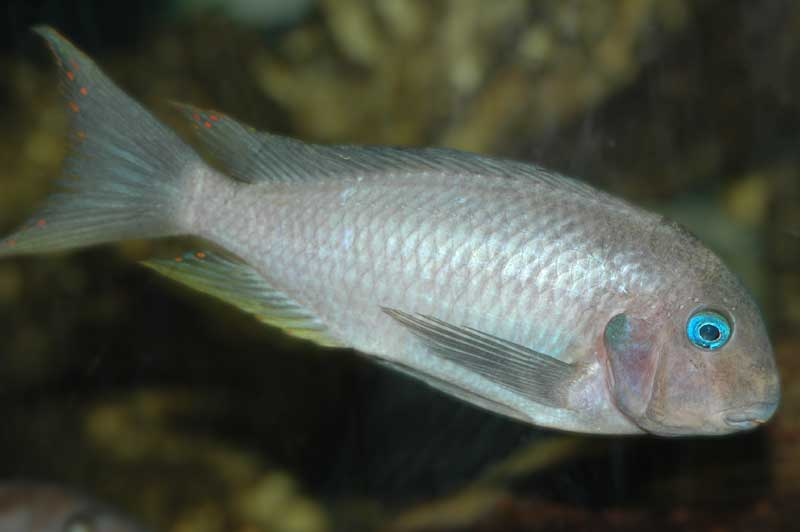
Tropheus polli